# Cypris pubera
Cypris pubera is een mosselkreeftjessoort uit de familie van de Cyprididae. De wetenschappelijke naam van de soort is voor het eerst geldig gepubliceerd in 1776 door O. F. Müller.